# لوزیوس رودی
لوزیوس رودی (انگلیسی: Luzius Rüedi; ۱۲ ژوئن ۱۹۰۰ – ۱۹ ژوئیهٔ ۱۹۹۳) بازیکن هاکی روی یخ، و استاد دانشگاه اهل سوئیس بود.